# Crescenzio Sepe
Crescenzio Sepe (nascut el 2 de juny de 1943) és un cardenal italià de l'Església Catòlica, que actualment serveix com a Arquebisbe de Nàpols. Va ser Prefecte de la congregació per l'Evangelització dels Pobles fins al 20 de maig de 2006. Anteriorment, havia servit com a prevere a Itàlia i Brasil.

## Biografia
Nascut a Carinaro, a la província de Caserta, va ser ordenat per la diòcesi d'Aversa el 12 de març de 1967, després d'haver assolit graduar-se en teologia i dret canònic per la Pontifícia Universitat Lateranense i en filosofia per la Universitat de Roma La Sapienza. Ensenyà teologia a les universitats pontifícies Lateranense i Urbaniana. A més, estudià a l'Acadèmia Pontifícia Eclesiàstica.

### Carrera a la Cúria
S'uní al servei diplomàtic de la Santa Seu, sent enviat a Brasil entre 1972 i 1975, quan va ser reclamat per la Secretaria d'Estat, sent nomenat Assessor d'Afers Generals el 1987. Sepe va ser nomenat Secretari de la Congregació pel Clergat i Arquebisbe Titular de Grado el 2 d'abril de 1992.
El 3 de novembre de 1997 va ser nomenat Secretari General del Comitè Central pel Gran Jubileu de l'Any 2000. Va ser President de Peregrinatio ad Petri Sedem entre el 8 de novembre de 1997 fins a juliol de 2001. El 9 d'abril de 2001 va ser nomenat Prefecte de la Congregació per l'Evangelització dels Pobles. També és Gran Canceller de la Pontifícia Universitat Urbaniana. El papa Joan Pau II el creà cardenal diaca de Dio Padre misericordioso durant el consistori del 21 de febrer de 2001. Va ser un dels cardenals electors que van participar en els conclaves de 2005 i de 2013 que escolliren els Papes Benet XVI i Francesc, respectivament.
Dins de la Cúria és membre de la congregació de la doctrina de la Fe, de la congregació per al Clergat, del consell pontifici per a les Comunicacions Socials, del consell Pontifici per al Diàleg Interreligiós, del consell Pontifici per a la Promoció de la Unitat dels Cristians, del consell Pontifici per als Textos Legislatius, de la comissió per Llatinoamèrica i del Consell Especial per Àsia del Secretariat General del Sínode de Bisbes.

### Cardenal arquebisbe de Nàpols
El 20 de maig de 2006 va ser nomenat arquebisbe de Nàpols, sent promogut pro hac vice a cardenal prevere (era massa aviat per ell per poder optar al rang de cardenal prevere).
El cardenal Sepe es traslladà a Nàpols sent Prefecte de la Congregació pels Pobles, sent el primer cap d'un dicasteri que era enviat a una diòcesi en dècades i, a ulls d'alguns, la primera víctima de la purga de Benet XVI de l'administració de l'Església.
El cardenal Sepe es va fer membre de Facebook, on aconseguí el màxim de 5.000 amics.
Al juny del 2010, Sepe va ser investigat per la fiscalia de Perusa per acusacions en casos de corrupció. Els mitjans afirmaren que, durant la seva estada com a prefecte, diversos apartaments de Propaganda Fide van ser posats a disposició, gratuïtament o a un lloguer molt baix, a diverses figures públiques, incloent polítics, advocats o periodistes. El cardenal Sepe, però, afirmà que «no tenia res a amagar» i s'espera que renuncií al seu privilegi d'extraterritorialitat del Vaticà per tal de complir amb els investigadors

## Opinions

### Celibat clerical
Diverses de les seves afirmacions memorables són d'entre 1995 i 1997, i es mostren en desacord amb la idea d'acabar amb el celibat presbiteral.
El 1997 va dir que relaxar la norma del celibat pels preveres de ritu llatí no acabaria amb la crisi vocacional i que no hi havia fonaments teològics o pastorals. Enllaçant amb això, també és actiu en esforços d'evangelització.

### Programa de compartició de preveres
El 1995 ajudà a implementar un programa per compartir preveres entre les diòcesis arreu del món per ajudar a equilibrar els desajustos geogràfics vocacionals.

### Retorn de preveres
El 1995 va dir que el Vaticà estava facilitant el retorn de centenars de preveres que havien abandonat el seu ministeri i s'havien casat en cerimònies civils, però que ara estaven divorciats o eren vidus i "lamentaven sincerament" haver-se desviat de la seva vocació.

### Crim a Nàpols
Com a arquebisbe el 2007 va demanar a la «joventut de la capital italiana de l'assassinat a "desembeinar [el seu] coratge" i lliurar els seus punyals a l'església, de manera anònima i sense càstig».

## Publicacions
- Sepe, Crescenzio. La dimensione trinitaria del carattere sacramentale.  Città del Vaticano: Lateran University Press, 1969. ISBN 8846503821.

Sepe, Crescenzio. Persona e storia. Per una teologia della persona.  Milano: San Paolo Edizioni, 1990. ISBN 8821520293.
- Sepe, Crescenzio; Pittau, Giuseppe. Identità e missione del sacerdote.  Roma: Città Nuova Editrice, 1994. ISBN 8831172751.
- Sepe, Crescenzio. Il giubileo. Celebrazione dell'amore di Dio.  Grafitalica, 2000. ISBN 8887773432.
- Sepe, Crescenzio. Il vangelo del giubileo. La Chiesa sui sentieri del terzo millennio.  Città del Vaticano: Urbaniana University Press, 2003. ISBN 88-401-4006-9.
- Sepe, Crescenzio. Rapporto sulla missione (2002-2006).  Napoli: Edizioni Dehoniane Bologna, 2007. ISBN 8810104854.
- Sepe, Crescenzio. Dio disse: Facciamo l'uomo....  Napoli: Casa editrice cattolica Ecclesiae Domus, 2007. ISBN 88-902044-5-1.
- Sepe, Crescenzio. Non rubate la speranza.  Milano: Arnoldo Mondadori Editore, 2008. ISBN 978-88-04-58092-8.
- Sepe, Crescenzio; de Luca, Erri. Dialogo con la città. Crescenzio Sepe dialoga con Erri de Luca.  Napoli: Dante & Descartes, 2008. ISBN 886157050X.
- Sepe, Crescenzio; De Simone, Francesco. Questioni di fede. Interrogativi posti al Vescovo.  Milano: San Paolo Edizioni, 2011. ISBN 8821571297.
- Sepe, Crescenzio; Matarazzo, Carmine. Il carisma della purezza nella stagione della "nuova evangelizzazione". Lectio magistralis. Tempio della Regina dei Gigli San Giorgio a Cremano - 30 ottobre 2012.  San Giorgio a Cremano (Na): Editrice Lilium, 2013.

## Honors
Gran Oficial de l'Orde al Mèrit de la República Italiana – 19 de novembre de 1988
 Gran Creu de Balí d'Honor i Devoció del Sobirà Orde Militar de Malta
 Gran Creu de cavaller del Sacre Orde Militar Constantinià de Sant Jordi – 14 de desembre de 2006